# Wyżnie Szpiglasowe Wrótka
Wyżnie Szpiglasowe Wrótka (słow. Hrubá štrbina, niem. Liptauer Sattel, węg. Felső-Liptói-kapu) – położona na wysokości ok. 2135 m przełęcz w grani głównej Tatr Wysokich, w odcinku zwanym Szpiglasową Granią. Znajduje się w niej pomiędzy południowym wierzchołkiem Szpiglasowego Wierchu (2172 m) a Szpiglasową Czubą (ok. 2160 m). W 1989 r. Krzysztof Łoziński opisywał ją pod nazwą Przełączka nad Szpiglasową Czubą.
Szpiglasową Granią biegnie granica polsko-słowacka. Północno-wschodnie stoki Wyżnich Szpiglasowych Wrótek opadają do polskiej Dolinki za Mnichem, południowo-zachodnie do słowackiej Doliny Ciemnosmreczyńskiej (a dokładniej do kotła Niżnego Stawu Ciemnosmreczyńskiego). Przełęcz ma dwa siodełka oddzielone turniczką z ostrym czubkiem. Niżej położone jest siodełko południowe.

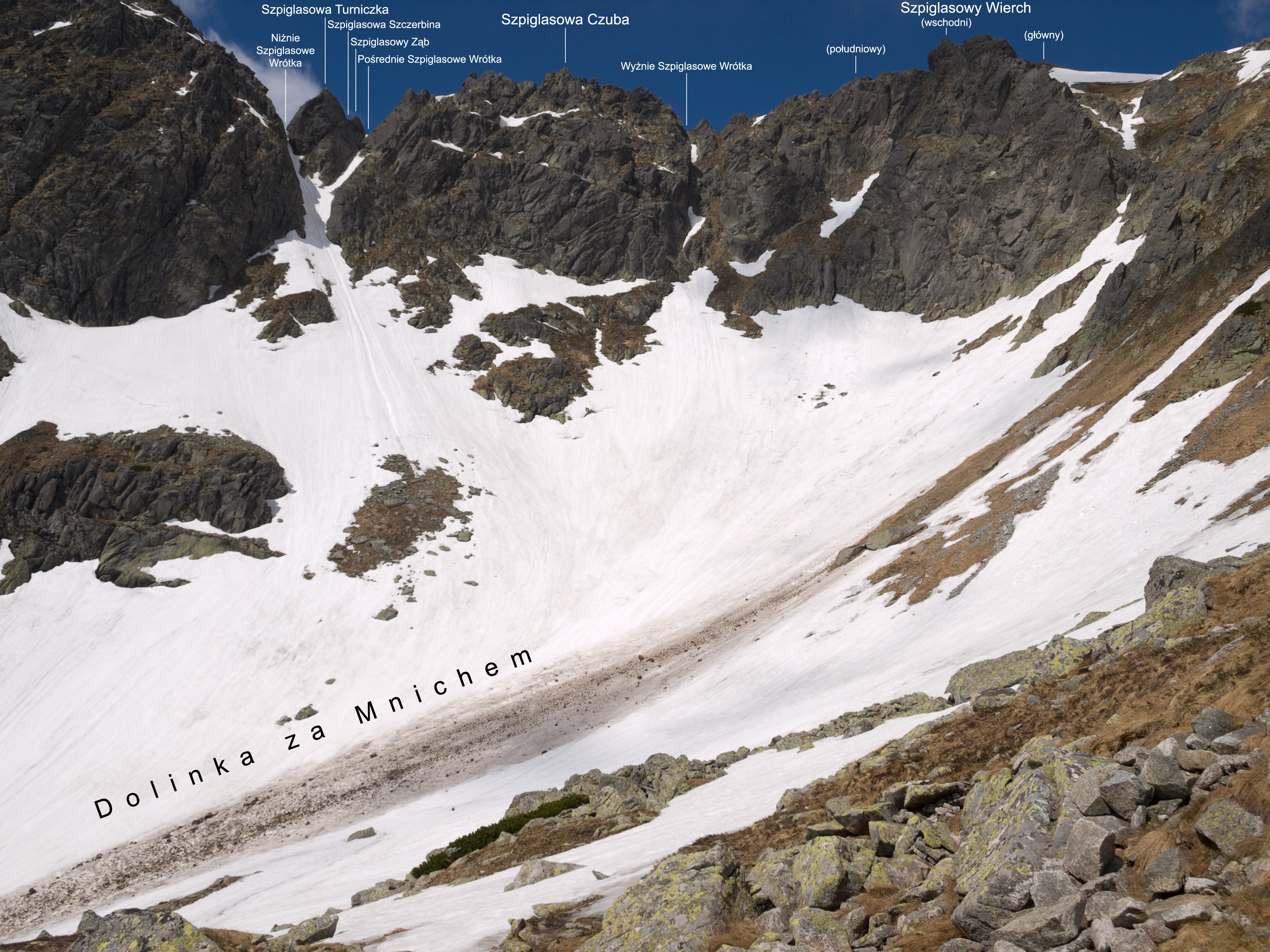
Widok z Dolinki za Mnichem

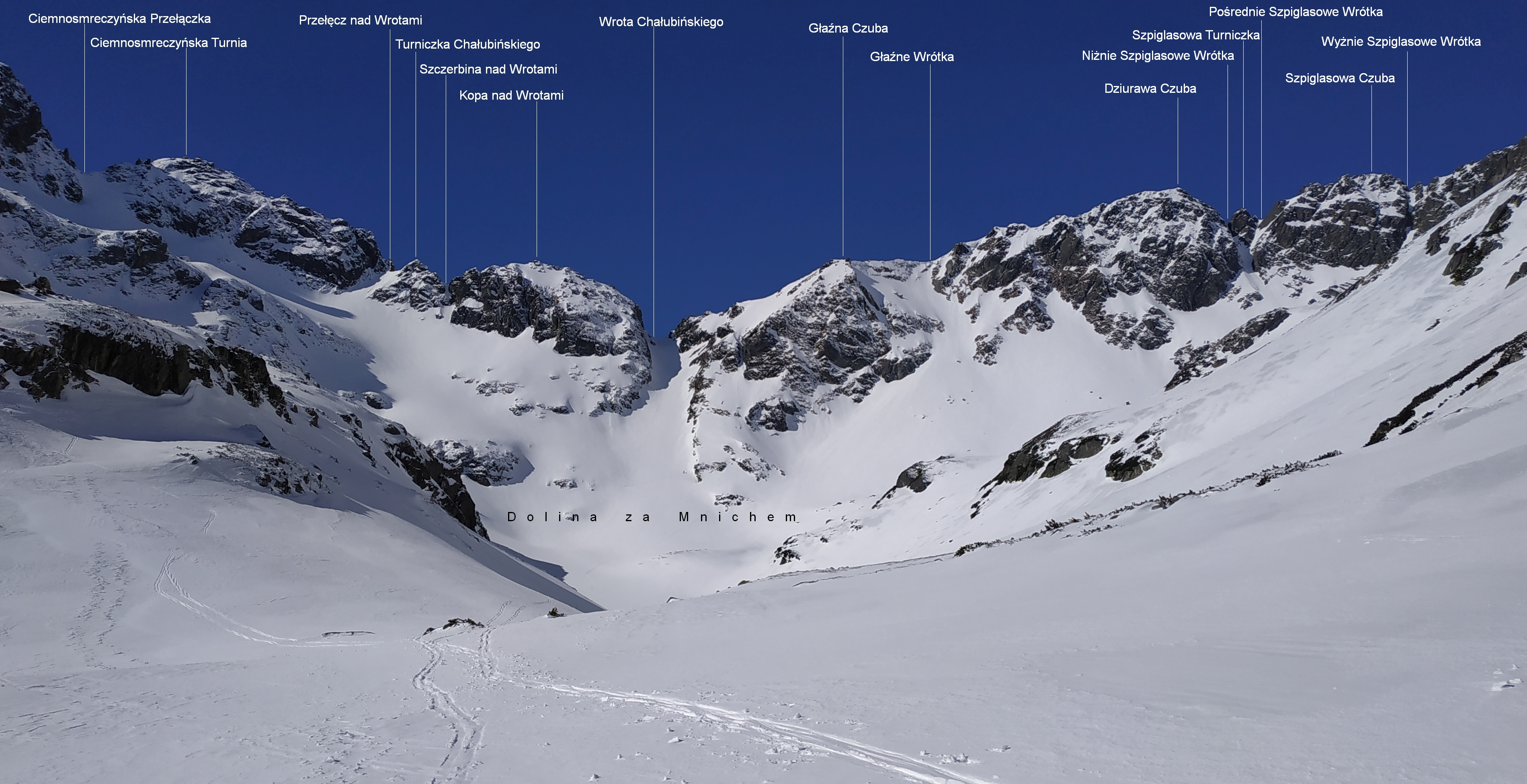
Widok z północnego wschodu

Przejście granią Wyżnich Szpiglasowych Wrótek nie sprawia większych trudności. Trudniejsze jest wejście z Dolinki za Mnichem. Początkowo depresją pod stromy próg, po czym pokonuje się na jego prawej stronie przewieszkę. W skali tatrzańskiej IV, miejscami V stopień trudności. Pierwsze przejście: Łukasz Maciejewski 31 marca 2001 r.
Obecnie Szpiglasowa Grań i jej ściany są wyłączone z uprawiania turystyki i taternictwa.